# Jugum
Jugum (łac. iugum – jarzmo) – element brachidium czyli szkieletu lofoforu ramienionogów.
Niektóre ramienionogi mają szkielet lofoforu w formie brachidium; w takim przypadku podparta jest zarówno proksymalna jak i dystalna część lofoforu. U ramienionogów posiadających brachidium w formie spiralium pomiędzy spiraliami może znajdować się łącząca je struktura, którą określa się mianem jugum. Jugum występuje u przedstawicieli rzędów Atrypida, Athyridida i Spiriferinida, natomiast nie występuje u przedstawicieli Spiriferida. Terminem jugum określa się również analogiczną strukturę między częściami pętli niektórych terebratulidów.